# Lendavski grad
Lendavski grad, točneje Dolnjelendavski grad leži nad središčem mesta Lendava ob vznožju Lendavskih goric na nadmorski višini 266 m. Dviga se nad strehami hiš in daje mestu tipično podobo. Omenjen je bil že v 12. stoletju.

## Zgodovina
Prvi lastniki utrdbe, predhodnice današnjega gradu, so bili v zadnji četrtini 12 in v 13. stoletju člani rodbine Hahót-Buzàd. Iz do sedaj znanih podatkov je v 13. stoletju v Doljni Lendavi utrdba zagotovo obstajala.
Prvi dolnjelendavski gospod, ki ga poznamo po imenu, je bil Hahót III., kar je razvidno iz ohranjene listine iz leta 1272. Sebe je imenoval gospod Lendavski (dominus de Lindau). Leta 1278 je magister Štefan, Hahótov sin, do bil v dar castris Lindua et Nemphty oziroma gradova Lendava in Lenti. Štefan je moral grad v 13. stoletju postopoma prenoviti. Jedro srednjeveškega gradu je bilo ob koncu 13. st. že zgrajeno iz trdnega materiala. Glede na raziskave sklepajo, da je vseboval bivalni stolp, kapelice in obrambni zid. 
Na začetku 14. stoletja si je lendavski grad prilastil Janez Köszegi. Po posredovanju kralja Karla Roberta je ta ponovno prešel v roke magistra Nikolaja. O tem priča listina. Danes je ohranjen le del zidu kapelice, kasneje vključen v novo stavbo.
Grad je bil do 16. stoletja večkrat obnovljen, prezidan in razširjen tako, da je obsegal celoten grajski grič. Dvorišče je bilo obdano s stavbami, proti mestu so zgradili večnadstropni stolp, ki stoji še danes. Pri gradnji so večinoma uporabljali opeko, le v manjši meri kamen. Ohranjena je tudi inventarizacija iz 17. in 18. stoletja. Iz 60-tih let 18. st. je ohranjen tudi tloris celotnega srednjeveškega gradu. Današnje razvaline obzidij in stolpov so verjetno iz 16. ali 17. stoletja, saj je imel takrat grad pomembno strateško lego pri obrambi pred Turki. Najsiloviteje so grad oblegali leta 1603, a grad nikoli ni bil zaseden.
Po izumrtju družine Bánffy se je lastništvo gradu hitro menjalo do Ferenca Nádasdyja, ki so mu leta 1671, zaradi sodelovanja v zaroti, grad odvzeli in je prešel v državno zakladnico. Nekaj let pozneje je grad prevzel palatin Pál Eszteházy. Grad je bil tedaj v zelo slabem stanju. Ni podatkov o tem, da bi ga začel obnavljati. Iz leta 1766 je znan gradbeni načrt obnove in prezidave. Iz tega časa je dokument s podrobnim popisom grajskih poslopij in opreme. Ohranjena sta tudi načrta prezidav iz leta 1766 in 1769 v več variantah. Na koncu je bila izbrana varianta, ki je vidna še danes.
Obnovljeni sta bili JZ in SZ krilo starega grajskega poslopja, na dvoriščni strani je bil zgrajen arkadni hodnik, nad njim pa zaprt hodnik. Novo je bilo obokano baročno stopnišče. V 18. st. je verjetno stavba že stala, a o tem ni pisnega vira. Imela je zahtevno baročno strešno konstrukcijo z mansardo. Tloris gradu je v obliki črke L, kar naj bi izkazovalo čast tedanjemu avstrijskemu cesarju Leopoldu I..
Grad je ostal do leta 1918 v lasti rodbine Eszteházy, ki pa v gradu niso stalno prebivali. Zanj so skrbeli upravniki posesti.
Med letoma 1872 in 1896 je v gradu delovala meščanska šola. Po prvi svetovni vojni se je grad uporabljal za razne namene: kot vojašnica jugoslovanske vojske, do konca 60-tih let 20. stoletja pa kot šola. Do konca druge svetovne vojne je grad obstajal v nekdanjem obsegu.
Leta 1947 je nova komunistična oblast naročila porušiti velik del obrabnih zidov in opeko uporabiti pri obnovi dela Dobrovnika. Stolp jugozahodnega portala so porušili leta 2009, vendar je ZVKD RS dela ustavil, zaradi škodljivih posegov.

## Grad danes
Zaradi uničenja obrambnih zidov se je pojavila erozija grajskega griča. Ta je praktično odkrila temelje. Izdelani so bili projekti sanacije in ta tudi delno izvedena. Pobočje je zaradi nedokončane sanacije strmo, kazi pa ga podporni zid pretiranih dimenzij.
Od leta 1972 je v gradu muzej kulturne dediščine lendavske okolice in Madžarov v Sloveniji, pa tudi galerija likovne umetnosti (Galerija-Muzej Lendava).